# Erpobdella punctata
Erpobdella punctata is een ringworm uit de familie van de Erpobdellidae. De wetenschappelijke naam van de soort is voor het eerst geldig gepubliceerd in 1870 door Leidy.